# بلادگت (اورگن)
بلادگت (به انگلیسی: Blodgett) یک منطقهٔ مسکونی در ایالات متحده آمریکا است که در شهرستان بنتون، اورگن واقع شده‌است. بلادگت ۵۸ نفر جمعیت دارد و ۱۹۵٫۰۷ متر بالاتر از سطح دریا واقع شده‌است.